# Крейг Джонстон
Крейг Джонстон (англ. Craig Johnston; нар. 25 червня 1960, Йоганнесбург) — колишній англійський футболіст австралійського походження. Відомий, зокрема, виступами за англійські «Мідлсбро» та «Ліверпуль». Вважається першим футболістом австралійського походження, який досяг помітного успіху в Європі.

## Біографія
Крейг Джонстон нарадився в Південній Африці в сім'ї австралійців, які скоро після народження сина повернулися в Австралію. У віці 15 років він потрапив до футбольної школи «Мідлсбро» в Англії. Для цього ботькам довелося продати свій будинок в Австралії. За першу команду «Мідлсбро» Крейг дебютував у віці 17 років у матчі Кубку Англії проти «Евертона». Дебют в чемпіонаті стався 4 лютого 1978 року в переможному матчі проти «Бірмінгем Сіті». Свій перший гол в лізі Джонстон забив пізніше в домашній поразці від «Вест Гем Юнайтед».
В 1981 році Крейг Джонстон перейшов до «Ліверпуля» за £650,000. За «Ліверпуль» він дебютував в серпні того ж року в програному з рахунком 1-0 виїзному матчі проти «Вулвергемптона», вийшовши на заміну Рею Кеннеді. В єврокубках Крейг вперше зіграв на Міжконтинентальному кубку, коли його команда програла бразильському «Фламенгу» 0-3. Перший гол за мерсисайдців Джонстон забив 8 грудня 1981 року в переграванні 4-го раунду Кубка Футбольної ліги проти «Арсенала». Крейг відкрив рахунок на 5-й хвилині екстра-тайму. Команда перемогла 3-0.
Крейг Джонстон ніколи не був основним гравцем «Ліверпуля». Боб Пейслі, Джо Феган та Кенні Далгліш, під керівництвом яких він виступав, часто залишали його на лаві запасних через наявність кращого виконавця на позиції півзахисника. Тим не менш Крейг був частиною команди, яка здобула Кубок європейських чемпіонів сезонів 1983-84 та 1984-85.
Футбольна кар'єра Джонстона завершилася передчасно в 1988 році за декілька днів до фіналу Кубку Англії проти «Вімблдона». Причиною цьому стала тяжка хвороба сестри та необхідність цілодобового нагляду за нею в клініці в Марокко.

## Виступи за збірну
На початку 80-х Джок Стейн хотів бачити Джонстона у збірній Шотландії (Крейг мав право грати за Шотландію через шотландське коріння батька), проте його пропозиція була відхилена. В 1981 та 1984 роках Крейга запрошували до збірної Австралії, але і ця пропозиція не була прийнята. З початку вмступів в англійському чемпіонаті Джонстон заявляв, що бажає грати за збірну Англії, та попри це йому вдалося провести лише 2 матчі за молодіжну збірну.

## Титули і досягнення
- Чемпіонат Англії
  - Чемпіон (5): 1981–82, 1982–83, 1983–84, 1985–86, 1987–88
  - Срібний призер (2): 1984–85, 1986–87
- Кубок Англії
  - Володар (1): 1985–86
  - Фіналіст (1): 1987–88
- Кубок ліги:
  - Володар (3): 1981–82, 1982–83, 1983–84
  - Фіналіст (1): 1986–87
- Суперкубок Англії
  - Володар (1): 1986
- Кубок європейських чемпіонів
  - Володар (1): 1983–84
  - Фіналіст (1): 1984–85